# 月寒東ショッピングセンター
月寒東ショッピングセンター（つきさむひがしショッピングセンター）は、北海道札幌市豊平区に所在する商業施設（ショッピングセンター）。日本エステートが所管。2012年9月着工。2013年3月完成・開業。テナント施設はケーズデンキ月寒店（4月11日開業）・コープさっぽろ月寒ひがし店（8月9日開業）・ブックオフ月寒東店（3月26日開業）。

## 概要
日本エステートが運営する、同社初の大規模商業施設。
札幌市立あやめ野中学校・月寒グリーンドーム（北海道立産業共進会場）の白石藻岩通（北海道道453号西野白石線）を挟んで向かい側に位置する建設地。この建設地は、北海道農業専門学校を運営する学校法人八紘学園の所有地であり、同学園より賃貸運営する。元は同学園の牧草地であった。
同敷地に施設が3棟建設され、テナント施設は、A棟にケーズデンキ月寒店、B棟にコープさっぽろ月寒ひがし店、C棟にブックオフ月寒東店が入居。

## テナント施設
ケーズデンキ月寒店
- A棟（東北通側に位置）

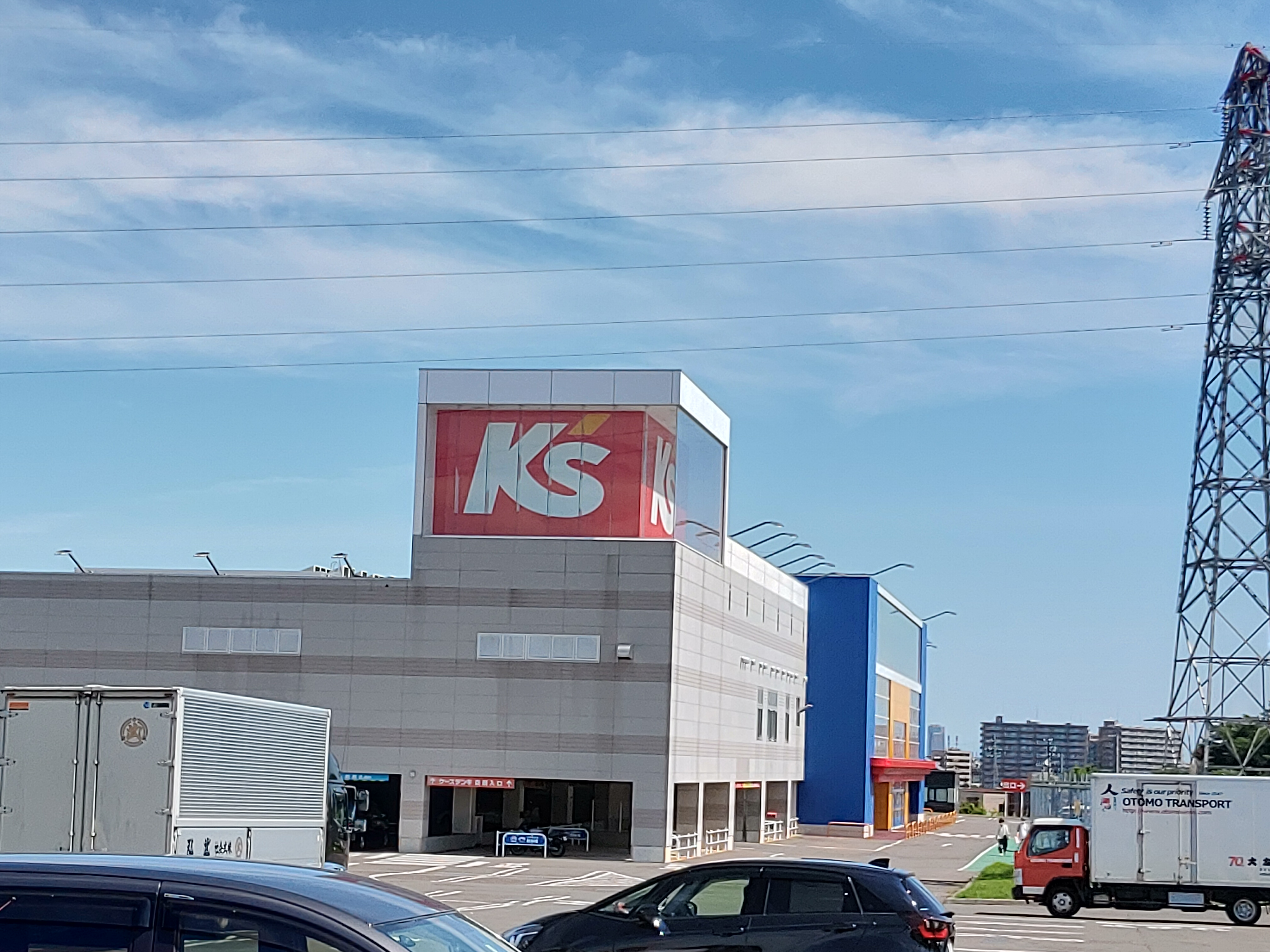
ケーズデンキが入居するA棟

  - 2013年4月11日開業。運営会社はデンコードー[3]。
  - 店舗面積15467.66㎡
  - 売場面積6320㎡[3]

コープさっぽろ月寒ひがし店
- B棟（中央に位置）
  - 2013年8月9日開業
  - 店舗面積3145.00㎡

ブックオフ月寒東店
- C棟（北野通側に位置）
  - 2013年3月26日開業、旧月寒東店（札幌市豊平区月寒東3条8丁目2、2013年3月6日店舗閉鎖）より移転。
  - 店舗面積693.00㎡

## 周辺
- 札幌市立月寒東小学校
- 札幌市立あやめ野中学校
- 学校法人八紘学園北海道農業専門学校（農耕地）
- ブランチ月寒（北海道立産業共進会場跡地）
- 月寒共進バッティングセンター
- スーパースポーツゼビオドーム札幌月寒店
- スーパーアークス月寒東店

## 交通
- 札幌市営地下鉄東西線南郷13丁目駅
- 札幌市営地下鉄東豊線月寒中央駅
- 北海道中央バス（平岡営業所）
  - 月寒東3条10丁目停留所
  - 月寒東5条13丁目停留所